# 3775 Ellenbeth
3775 Ellenbeth este un asteroid din centura principală, descoperit pe 6 octombrie 1931 de Clyde Tombaugh.